# 20 mensō ni onegai!!
20 mensō ni onegai!! (jap. 20面相におねがい!!) – manga autorstwa grupy Clamp, wydana przez Kadokawa Shoten w dwóch tomach w latach 1990-1991.

## Fabuła
Historia opowiada o 9-letnim chłopcu, uczęszczającym do trzeciej klasy podstawówki, nazywającym się Akira Ijyuin, który kradnie piękne i cenne przedmioty, by podarować je swojej matce i ciotce-bliźniaczce matki. Ogólnie jest znany jako podstępny i sprytny złodziej.
Mimo że jest mistrzem kamuflażu i mistrzem złodziejstwa, nic nie mogło przygotować go na spotkanie z podbijającą męskie serca młodą dziewczyną Utako Ohkawa. Pewnej nocy, gdy zostaje zmuszony poszukać sobie kryjówki przed policją, znajduje azyl w jednym z pokoi i ją poznaje. Młodzi zakochują się w sobie, pomimo różnicy 4 lat, które ich dzielą. Co teraz Akira zrobi ze swoim sekretnym zajęciem?

### Crossover
Manga ta stanowi prequel do wydarzeń w Clamp Gakuen tanteidan. Akira pojawia się także w mangach Gakuen tokkei Duklyon, X oraz w krótkim klipie CLAMP in Wonderland.

## Manga
Manga została wydana w dwóch tomach przez Kadokawa Shoten kolejno 5 czerwca 1990 i 1 października 1991. Mangę wydano ponownie w lutym 2001 roku w dwóch tomach, oraz wersję kolekcjonerską w 2012, tym razem w pojedynczym tomie.
30 sierpnia 2024 wydanie mangi w jednym tomie zbiorczym zapowiedziało wydawnictwo Japonica Polonica Fantastica.